# Hamnudden
Hamnudden este o arie protejată (arie specială de conservare — SAC, sit de importanță comunitară — SCI) din Suedia întinsă pe o suprafață de 5,3 ha, integral pe uscat.

## Localizare
Centrul sitului Hamnudden este situat la coordonatele 59°52′54″N 18°56′18″E / 59.8816°N 18.9384°E.

## Înființare
Situl Hamnudden a fost declarat sit de importanță comunitară în decembrie 1998 pentru a proteja 1 specie de plante. Situl a fost protejat și ca arie specială de conservare în martie 2011.

## Biodiversitate
Situată în ecoregiunile boreală și marină baltică, aria protejată conține 1 habitat natural: Pășuni din zone de pădure fino-scandinave.
La baza desemnării sitului se află o specie protejată de  plante: Buxbaumia viridis.